# Irbe (rivière)
Pour les articles homonymes, voir Irbe.
La Irbe (live Īra) est une rivière située dans la région de Courlande en Lettonie. Sa longueur est de 32 km, la superficie du bassin 1 924 km2. Elle commence au point de confluence des rivières Stende et Rinda, et finit sa course dans le Détroit d'Irbe.

## Affluents

### Rive gauche
- Dižgrāvis 12 m

## Communes riveraines
- Mazirbe, Lielirbe